# Marneuli
Marneuli (en georgiano: მარნეული) es una ciudad en el sur de Georgia, ubicada en el centro de la región de Baja Iberia y capital del municipio homónimo. 

## Toponimia
Según fuentes georgianas, el nombre Marneuli es de origen georgiano y algunos han atestiguado que el nombre original deriva de "marani" (en georgiano: მარანი, lit. 'bodega'). El nombre utilizado por los azerbaiyanos para referirse a la ciudad es Sarvan. La palabra se tomó del persa sârebân (en persa: ساربان‎), que significa "el cuidador de los camellos".
La localidad se denominaba Borchalo (en georgiano: ბორჩალო; en azerí: Borçalı) hasta 1947 y Sarvan entre 1947 y 1952. Borchalo también era el nombre de la zona etnográfica circundante que incluía los actuales municipios de Marneuli, Gardabani y Bolnisi.

## Geografía
Marneuli está a orillas del río Algeti, 20 km al sur de Tiflis y no lejos de las fronteras con Armenia y Azerbaiyán.

### Clima
Marneuli tiene un clima de estepa moderadamente cálido, con inviernos moderadamente fríos y veranos calurosos. La temperatura media anual es de 12 °C, siendo 0 °C en enero y 23,9 °C en julio. La precipitación anual es de alrededor de 500 mm.

## Historia
El 1 de julio de 1625, al norte de Marneuli, cerca del río Algeti, en el campo de Marabda, tuvo lugar una gran batalla de las tropas georgianas con los conquistadores del imperio safávida, en la que el ejército georgiano bajo el mando de Giorgi Saakadze al principio casi derrotó al ejército iraní de Isa Kan, pero aun así fue derrotado y los iraníes entraron en Tiflis. En el siglo XVII, el sah Abás el Grande de Irán asentó a la tribu turcomana de Borchalu en este lugar en lugar de la población georgiana nativa, que fue expulsada de aquí. Más tarde el asentamiento también se llamó Borchalo.
El 19 de diciembre de 1918 una batalla de la guerra entre Georgia y Armenia tuvo lugar cerca del río Jrami (8 kilómetros al sur del centro regional). Como consecuencia del armisticio establecido el 1 de enero ante la insistencia del ejército británico, que ocupó el emplazamiento del ejército alemán en la región (tras la derrota de este último en la Primera Guerra Mundial), la ciudad permaneció en la región zona neutral georgiano-armenia,[cita requerida] y posteriormente se incorporó a la República Socialista Soviética de Georgia.
En 1921 Marneuli se convirtió nuevamente en el centro de operaciones militares. Unidades del 11. ° ejército soviético marcharon a través de Tiflis durante la guerra soviético-georgiana.
El 8 de agosto de 2008, durante la guerra ruso-georgiana, aviones rusos bombardearon el aeródromo de la ciudad, como resultado de lo cual murieron 3 personas y la pista del aeródromo quedó destruida.

## Demografía
La evolución demográfica de Marneuli entre 1939 y 2023 fue la siguiente:
| 4233                                            | 12 400 | 15 829 | 19 568 | 27 557 | 20 065 | 20 211 | 24 900 |
| (Fuente: Population of Georgia in Soviet times) |        |        |        |        |        |        |        |

Según el censo de 2014, en ese momento la ciudad tenía una población de 20 211 habitantes. El 58% de la población eran azeríes y solo un 10.5% eran georgianos.
|              | 1939      | 1939       | 2014      | 2014       |
| Grupo étnico | Población | Porcentaje | Población | Porcentaje |
| ------------ | --------- | ---------- | --------- | ---------- |
| Georgianos   | 26        | 0,6%       | 2116      | 10,47%     |
| Rusos        | 345       | 8,2%       | 130       | 0,64%      |
| Ucranianos   | 345       | 8,2%       | 31        | 0,15%      |
| Azeríes      | 3459      | 81,7%      | 11 760    | 58,19%     |
| Armenios     | 256       | 6%         | 741       | 3,66%      |
| Griegos      | 17        | 0,4%       | 80        | 0,4%       |
| Osetios      | 1         | 0,1%       | 16        | 0,08%      |
| Kist         | -         | -          | 1         | 0,01%      |
| Alemanes     | 20        | 0,5%       | -         | -          |
| Asirios      | 4         | 0,1%       | -         | -          |
| Kurdos       | 1         | 0,1%       | -         | -          |
| Total        | 4233      | 100%       | 20 211    | 100%       |

## Economía
No hay grandes empresas industriales en la ciudad de Marneuli. En la ciudad solo funcionan una pequeña fábrica de conservas y una planta de hormigón armado. La mayor parte de la población trabaja en la construcción, el comercio, la educación y la agricultura. Además, el 78% del tabaco cultivado en Georgia se cultiva en el municipio de Marneuli.[cita requerida]

## Infraestructura

### Educación
En Marneuli hay una sucursal de la Universidad Estatal de Tiflis y una universidad azerí abierta en 2008, la Universidad Humanitaria Georgia-Azerbaiyana de Heydar Aliyev. En la mayoría de las escuelas secundarias de Marneuli la educación se imparte en idioma azerí.

### Transporte
Se ubica sobre la carretera 6 que lleva a Vanadzor, en Armenia. La ciudad tiene una estación de tren en la línea Tiflis-Ereván. Una línea que solía salir de aquí a Kasreti ha sido cerrada.